# Монтель, Поль
Поль Антуа́н Аристи́д Монте́ль (фр. Paul Antoine Aristide Montel; 29 апреля 1876, Ницца, Франция — 22 января 1975, Париж, Франция) — французский математик. 
Член Французской академии наук (1937).

## Биография
После обучения в лицее в Ницце поступил в 1894 году в Высшую нормальную школу в Париже, окончив её в 1897 году. Занимался преподаванием, в 1907 году получил докторскую степень по математике, защитив в Парижском университете диссертацию «Sur les suites infinies de fonctions». Научными руководителями Монтеля были Эмиль Борель и Анри Лебег. В 1911 году стал профессором факультета естественных наук Парижского университета, в 1941—1946 годах — декан факультета. Учениками Монтеля были Анри Картан, Жан Дьёдонне, Мирон Николеску, Мечислав Бернацкий, Тибериу Поповичи и др.
Монтель — автор более 200 книг и научных статей, труды посвящены теории аналитических функций, применению к ней принципа компактности. Его именем названа теорема Монтеля (принцип компактности):
| Пусть {\displaystyle \{f_{\alpha }(z)\}} ― бесконечное семейство голоморфных функций в области D комплексной плоскости z; тогда для того чтобы это семейство было компактным, то есть чтобы из любой последовательности {\displaystyle f_{\alpha _{i}}} можно было выделить подпоследовательность, равномерно сходящуюся внутри D, необходимо и достаточно, чтобы семейство было равномерно ограничено внутри D. |